# Reichsstraße 126

Die Reichsstraße 126 (R 126) war bis 1945 eine Staatsstraße des Deutschen Reichs und führte in nordöstlicher Richtung durch die Provinz Ostpreußen, wo sie das Ermland mit Königsberg (Preußen) und der Elchniederung verband. Außerdem war sie Bindeglied zwischen den Reichsstraßen R 1, R 128, R 130, R 131, R 138, R 142, R 143 und R 144. Die Gesamtlänge der R 126 betrug 222 Kilometer.
Heute verläuft die Trasse der ehemaligen R 126 durch zwei Staatsgebiete: durch das nordöstliche Polen (Woiwodschaften Pommern und Ermland-Masuren) sowie Russland (Oblast Kaliningrad). Eine Grenzübergangsstelle existiert nicht. Auf der alten Trasse verlaufen die polnischen Woiwodschaftsstraßen DW 519, DW 528, DW 507 und DW 510. In Russland findet sich zunächst keine Straßenkennzeichnung, später die der A 190.

## Streckenverlauf der R126
(heutige DW 519):
Provinz Ostpreußen (heute: Woiwodschaft Pommern):
Kreis Mohrungen (heute: Powiat Sztumski (Stuhm)):
- Alt Christburg (Stary Dzierzgoń) (Anschluss: R 144)
- Preußisch Mark (Przezmark)

(heute: Woiwodschaft Ermland-Masuren):
(heute: Powiat Iławski (Deutsch Eylau)):
- Saalfeld (Zalewo)

(heute: Powiat Ostródzki (Osterode)):
- Maldeuten (Małdyty) (Anschluss: R 130)
- Mohrungen (Morąg) (Anschluss: R 133)

 (heutige DW 519):
Kreis Braunsberg: (heute: Powiat Lidzbarski (Heilsberg)):
- Wormditt (Orneta)

 (heutige DW 507):
- Neuhof (Nowy Dwór)
- Heinrikau (Henrykowo)

(heute: Powiat Braniewski (Braunsberg)):
- Mehlsack (Pieniężno) (Anschluss: R 142):

 (heutige DW 510):
- Layß (Łajsy)
- Peythunen (Pajtuny)

Kreis Heiligenbeil:
- Wilknitt (Wilknity)
- Eichholz (Dębowiec)
- Lichtenfeld (Lelkowo)
- Schönfeld (Sówki)
- Tiefensee (Głębock)

o heutige Polnisch-russische Grenze (ohne Grenzübergangsstelle) o
(Russische Nahverkehrsstraße 27K-287):
(heute: Oblast Kaliningrad):
(heute: Rajon Bagrationowsk (Preußisch Eylau)):
- Kupgallen (kein russischer Name bekannt)
- Kuyschen (1938–1945: Kuschen – kein russischer Name bekannt)
- Rudolfshammer (kein russischer Name bekannt)
- Zinten (Корнево – Kornewo)

(Russische Nahverkehrsstraße 27A-089):
- Tykrigehnen (auch: Sollnicken) (Медовое – Medowoje)

Landkreis Samland (Königsberg) (heute: Rajon Gurjewsk (Neuhausen)):
- Kobbelbude (Светлое – Swetloje)
- Mahnsfeld (Полевое – Polewoje)
- Altenberg (Дорожное – Doroschnoje)

Stadtkreis Königsberg (heute: Stadtbezirk Kaliningrad):
- Königsberg (Preußen) (Калининград – Kaliningrad) (Anschluss: R 1, R 128, R 131 und R 143)

(heutige russische Fernstraße A 190):
(heute: Rajon Gurjewsk):
- Neudamm (Васильково – Wassilkowo)
- Neuhausen (Гурьевск – Gurjewsk)
- Waldhöfen (Константиновка – Konstantinowka, bis 1993: Uljanowo)
- Konradswalde (Константиновка – Konstantinowka)
- Kuggen (Первомайское – Perwomaiskoje)
- Bruch (Знаменка – Snamenka)

Kreis Labiau:
- Sellwethen (Егорьевское – Jegorjewskoje)
- Nautzken (Добрино – Dobrino)

(heute: Rajon Polessk (Labiau)):
- Neu Droosden (Придорожное – Pridoroschnoje)
- Groß Droosden (Журавлёвка – Schurawljowka)
- Pronitten (Славянское – Slawjanskoje)
- Adlig Legitten (Тургенево – Turgenewo)
- Theut (Бригадное – Brigadnoje)
- Viehof (Тюленино – Tjulenino)
- Labiau (Полесск – Polessk)
- Schelecken (1938–1946: Schlicken) (Шолохово – Scholochowo)
- Laukischken (Саранское – Saranskoje)
- Groß Baum (Сосновка – Sosnowka)
- Alexen (1930–1946: Grotfeld) (Александовка – Alexandrowka)
- Mehlauken (1938–1946: Liebenfelde) (Залесье – Salessje)
- Luschninken (1938–1946: Friedrichsmühle) (Полевой – Polewoi)
- Schmilgienen (1938–1946: Kornfelde) (Каштаново – Kaschtanowo)
- Schwirgslauken (1938–1946: Herzfelde) (Заречье – Saretschje)

(heute: Rajon Slawsk (Heinrichswalde)):
- Groß Skaisgirren (1938–1946: Kreuzingen) (Большаково – Bolschakowo) (Anschluss: R 138)